# Daniel Smith
Daniel Smith (ur. 29 października 1748 roku – zm. 16 czerwca 1818 roku) – amerykański geodeta, żołnierz i polityk z Tennessee.
Walczył w kilku bitwach wojny o niepodległość Stanów Zjednoczonych, między innymi pod Guilford Court House.
W dwóch różnych okresach reprezentował stan Tennessee w Senacie Stanów Zjednoczonych. Zasiadał tam w latach 1798–1799 po ustąpieniu z tej funkcji Andrew Jacksona. Do senatu powrócił w latach 1805–1809.
Przypisuje mu się stworzenie pierwszej mapy obrazującej tereny Tennessee oraz założenie miasta Nashville.